# Die Presse
Die Presse er en østrigsk avis, der udgives fra Wien. Avisen er en af de førende i landet og læses dagligt af ca. 350.000. Politisk er den liberal og tilhører således centrum-højre.
Avisen blev i sin nuværende form grundlagt i 1946 af modstandsmanden Ernst Molden. Den følger traditionen fra aviserne Die Presse (1848-1896) og Neue Freie Presse (1864-1938). Efter at have befundet sig i økonomisk krise i længere tid, blev avisen i 1960'erne overtaget af det østrigske handelskammer. Siden 1999 har den været ejet af Styria Medien AG, der oprindeligt er grundlagt af den katolske kirke.